# Trioza papillata
Trioza papillata är en insektsart som beskrevs av Crawford 1920. Trioza papillata ingår i släktet Trioza och familjen spetsbladloppor. Inga underarter finns listade i Catalogue of Life.